# فيليبي دوس أنجوس
فيليبي دوس أنجوس مواليد 30 أبريل 1998 في ساو باولو، هو لاعب كرة سلة برازيلي. بدأ مسيرته الاحترافية في سنة 2012. يلعب مع نادي أوفييدو لكرة السلة في الدوري الإسباني لكرة السلة الدرجة الثانية كلاعب وسط. يحمل الرقم 13. يبلغ طوله 7 قدم 3 بوصة (2.2 م).

## روابط خارجية
- فيليبي دوس أنجوس على موقع الدوري الأوروبي لكرة السلة (الإنجليزية)
- فيليبي دوس أنجوس على موقع الدوري الإسباني لكرة السلة (الإسبانية)
- فيليبي دوس أنجوس على موقع كرة السلة الأوروبية.كوم (الإنجليزية)
- فيليبي دوس أنجوس على موقع DraftExpress.com (الإنجليزية)
- فيليبي دوس أنجوس على موقع ريلجم (الإنجليزية)
- فيليبي دوس أنجوس على موقع بروبوليرز (الإنجليزية)
- فيليبي دوس أنجوس على موقع سبورتس رفرنس (الإنجليزية)